# Coppa del Mondo di bob 2018
La Coppa del Mondo di bob 2017/18, trentaquattresima edizione della manifestazione organizzata dalla Federazione Internazionale di Bob e Skeleton, è iniziata il 9 novembre 2017 a Lake Placid, negli Stati Uniti e si è conclusa il 21 gennaio 2018 a Schönau am Königssee, in Germania; come di consueto si svolse in parallelo alla Coppa del Mondo di skeleton. Vennero disputate ventiquattro gare: sedici per gli uomini e otto per le donne.
Al termine della stagione si tennero i XXIII Giochi olimpici invernali di Pyeongchang, in Corea del Sud, competizione non valida ai fini della coppa del mondo. La tappa di Igls ha assegnato inoltre il titolo europeo 2018.
Vincitori delle coppe di cristallo generali, trofei conferiti ai piloti classificati per primi nel circuito, sono stati il canadese Justin Kripps nel bob a due maschile, prima vittoria per lui e terzo canadese a imporsi in questa disciplina dopo Pierre Lueders e Lyndon Rush, il tedesco Johannes Lochner nel bob a quattro, anch'egli alla sua prima affermazione di specialità e l'altra canadese Kaillie Humphries nel bob a due femminile, alla sua quarta sfera di cristallo nella specialità, risultato che le permise di raggiungere la svizzera Françoise Burdet al secondo posto di sempre per numero di Coppe del Mondo vinte nel bob femminile. Alla luce dei risultati conseguiti in entrambe le discipline, Kripps ha fatto suo anche il trofeo della combinata maschile.

## Risultati

### Uomini
| Data             | Località             | Specialità | Primi classificati                                                            | Secondi classificati | Terzi classificati                                                          |
| ---------------- | -------------------- | ---------- | ----------------------------------------------------------------------------- | --- | --------------------------------------------------------------------------- |
| 9 novembre 2017  | Lake Placid          | A due      | Nico Walther Christian Poser Germania                                         | Nick Cunningham Ryan Bailey Stati Uniti | Codie Bascue Carlo Valdes Stati Uniti                                       |
| 10 novembre 2017 | Lake Placid          | A due      | Codie Bascue Samuel McGuffie Stati Uniti                                      | Justin Kripps Alexander Kopacz Canada | Justin Olsen Evan Weinstock Stati Uniti                                     |
| 17 novembre 2017 | Park City            | A quattro  | Nico Walther Kevin Kuske Christian Poser Eric Franke Germania                 | Justin Kripps Lascelles Brown Ben Coakwell Neville Wright Canada                                                                                 | Chris Spring Jesse Lumsden Alexander Kopacz Oluseyi Smith Canada            |
| 18 novembre 2017 | Park City            | A quattro  | Johannes Lochner Marc Rademacher Christopher Weber Christian Rasp Germania    | Codie Bascue Nathan Weber Carlo Valdes Samuel McGuffie Stati Uniti                                                                               | Bradley Hall Bruce Tasker Joel Fearon Gregory Cackett Regno Unito           |
| 24 novembre 2017 | Whistler             | A due      | Chris Spring Neville Wright Canada                                            | Justin Kripps Alexander Kopacz Canada | Oskars Melbārdis Daumants Dreiškens Lettonia                                |
| 25 novembre 2017 | Whistler             | A quattro  | Aleksandr Kas'janov Il'vir Chuzin Vasilij Kondratenko Aleksej Puškarëv Russia | Lamin Deen Ben Simons Toby Olubi Andrew Matthews Regno Unito                                                                                     | Nico Walther Kevin Kuske Kevin Korona Eric Franke Germania                  |
| 9 dicembre 2017  | Winterberg           | A due      | Clemens Bracher Michael Kuonen Svizzera                                       | Chris Spring Neville Wright Canada e Francesco Friedrich Thorsten Margis Germania                                                                | non assegnato                                                               |
| 10 dicembre 2017 | Winterberg           | A quattro  | Johannes Lochner Joshua Bluhm Christopher Weber Christian Rasp Germania       | Nico Walther Marko Hübenbecker Kevin Korona Eric Franke Germania                                                                                 | Francesco Friedrich Jannis Bäcker Martin Grothkopp Thorsten Margis Germania |
| 16 dicembre 2017 | Igls                 | A due      | Francesco Friedrich Thorsten Margis Germania                                  | Justin Kripps Jesse Lumsden Canada | Clemens Bracher Michael Kuonen Svizzera                                     |
| 17 dicembre 2017 | Igls                 | A quattro  | Johannes Lochner Marc Rademacher Joshua Bluhm Christian Rasp Germania         | Justin Kripps Alexander Kopacz Jesse Lumsden Oluseyi Smith Canada                                                                                | Francesco Friedrich Candy Bauer Martin Grothkopp Thorsten Margis Germania   |
| 6 gennaio 2018   | Altenberg            | A due      | Justin Kripps Alexander Kopacz Canada                                         | Francesco Friedrich Martin Grothkopp Germania | Oskars Ķibermanis Matīss Miknis Lettonia                                    |
| 7 gennaio 2018   | Altenberg            | A quattro  | Nico Walther Kevin Kuske Christian Poser Eric Franke Germania                 | Francesco Friedrich Candy Bauer Martin Grothkopp Thorsten Margis Germania                                                                        | Oskars Ķibermanis Jānis Jansons Matīss Miknis Intars Dambis Lettonia        |
| 13 gennaio 2018  | St. Moritz           | A due      | Nico Walther Christian Poser Germania                                         | Francesco Friedrich Thorsten Margis Germania | Johannes Lochner Christopher Weber Germania                                 |
| 14 gennaio 2018  | St. Moritz           | A quattro  | Johannes Lochner Sebastian Mrowka Joshua Bluhm Christian Rasp Germania        | Francesco Friedrich Candy Bauer Martin Grothkopp Thorsten Margis Germania                                                                        | Chris Spring Bryan Barnett Lascelles Brown Neville Wright Canada            |
| 20 gennaio 2018  | Schönau am Königssee | A due      | Francesco Friedrich Thorsten Margis Germania                                  | Johannes Lochner Christopher Weber Germania | Justin Kripps Alexander Kopacz Canada                                       |
| 21 gennaio 2018  | Schönau am Königssee | A quattro  | Nico Walther Kevin Kuske Alexander Rödiger Eric Franke Germania               | Benjamin Maier Kilian Walch Markus Sammer Dănuț Ion Moldovan Austria e Oskars Melbārdis Daumants Dreiškens Arvis Vilkaste Jānis Strenga Lettonia | non assegnato                                                               |

### Donne
| Data             | Località             | Specialità | Prime classificate                               | Seconde classificate                         | Terze classificate                               |
| ---------------- | -------------------- | ---------- | ------------------------------------------------ | -------------------------------------------- | ------------------------------------------------ |
| 9 novembre 2017  | Lake Placid          | A due      | Kaillie Humphries Melissa Lotholz Canada         | Elana Meyers-Taylor Lauren Gibbs Stati Uniti | Stephanie Schneider Lisa-Marie Buckwitz Germania |
| 17 novembre 2017 | Park City            | A due      | Jamie Greubel-Poser Lauren Gibbs Stati Uniti     | Kaillie Humphries Melissa Lotholz Canada     | Elana Meyers-Taylor Lolo Jones Stati Uniti       |
| 24 novembre 2017 | Whistler             | A due      | Kaillie Humphries Melissa Lotholz Canada         | Jamie Greubel-Poser Aja Evans Stati Uniti    | Elana Meyers-Taylor Kehri Jones Stati Uniti      |
| 9 dicembre 2017  | Winterberg           | A due      | Stephanie Schneider Lisa-Marie Buckwitz Germania | Elana Meyers-Taylor Lauren Gibbs Stati Uniti | Mariama Jamanka Annika Drazek Germania           |
| 16 dicembre 2017 | Igls                 | A due      | Stephanie Schneider Annika Drazek Germania       | Elana Meyers-Taylor Lauren Gibbs Stati Uniti | Mariama Jamanka Lisa-Marie Buckwitz Germania     |
| 6 gennaio 2018   | Altenberg            | A due      | Kaillie Humphries Phylicia George Canada         | Jamie Greubel-Poser Aja Evans Stati Uniti    | Anna Köhler Annika Drazek Germania               |
| 13 gennaio 2018  | St. Moritz           | A due      | Elana Meyers-Taylor Lolo Jones Stati Uniti       | Mariama Jamanka Annika Drazek Germania       | Stephanie Schneider Lisa-Marie Buckwitz Germania |
| 20 gennaio 2018  | Schönau am Königssee | A due      | Stephanie Schneider Annika Drazek Germania       | Kaillie Humphries Phylicia George Canada     | Elana Meyers-Taylor Lauren Gibbs Stati Uniti     |

## Classifiche

### Bob a due uomini
| Pos. | Nome pilota         | Nazione  | LAK1 | LAK2 | WHI | WIN | IGL | ALT | STM | KÖN | Totale |
| ---- | ------------------- | -------- | ---- | ---- | --- | --- | --- | --- | --- | --- | ------ |
| 1    | Justin Kripps       | Canada   | 4    | 2    | 2   | 4   | 2   | 1   | 4   | 3   | 1631   |
| 2    | Francesco Friedrich | Germania | 9    | 9    | 13  | 2   | 1   | 2   | 2   | 1   | 1504   |
| 3    | Chris Spring        | Canada   | 7    | 5    | 1   | 2   | 6   | 12  | 7   | 17  | 1347   |
| 4    | Oskars Ķibermanis   | Lettonia | 8    | 8    | 10  | 8   | 8   | 3   | 6   | 6   | 1336   |
| 5    | Nico Walther        | Germania | 1    | 9    | 7   | 9   | 11  | DSQ | 1   | 4   | 1250   |
| 6    | Johannes Lochner    | Germania | 12   | 6    | 21  | 16  | 4   | 6   | 3   | 2   | 1240   |
| 7    | Rico Peter          | Svizzera | 5    | 7    | 5   | 14  | 16  | 8   | 8   | 14  | 1176   |
| 8    | Oskars Melbārdis    | Lettonia | 14   | 11   | 3   | 10  | 9   | 21  | 13  | 5   | 1110   |
| 9    | Nick Poloniato      | Canada   | 13   | 12   | 7   | 5   | DSQ | 4   | 8   | 10  | 1096   |
| 10   | Aleksandr Kas'janov | Russia   | 11   | 18   | 4   | 6   | 15  | 7   | 16  | 21  | 1014   |

### Bob a quattro uomini
| Pos. | Nome pilota         | Nazione     | PKC1 | PKC2 | WHI | WIN | IGL | ALT | STM | KÖN | Totale |
| ---- | ------------------- | ----------- | ---- | ---- | --- | --- | --- | --- | --- | --- | ------ |
| 1    | Johannes Lochner    | Germania    | 4    | 1    | 5   | 1   | 1   | 5   | 1   | 4   | 1652   |
| 2    | Francesco Friedrich | Germania    | 9    | 4    | 12  | 3   | 3   | 2   | 2   | 6   | 1468   |
| 3    | Nico Walther        | Germania    | 1    | 9    | 3   | 2   | 5   | 1   | DSQ | 1   | 1421   |
| 4    | Justin Kripps       | Canada      | 2    | 8    | 4   | 4   | 2   | 4   | 16  | 7   | 1420   |
| 5    | Oskars Melbārdis    | Lettonia    | 4    | 7    | 14  | 12  | 4   | 7   | 9   | 2   | 1322   |
| 6    | Chris Spring        | Canada      | 3    | 5    | 13  | 5   | 13  | 13  | 3   | 8   | 1288   |
| 7    | Oskars Ķibermanis   | Lettonia    | 16   | 13   | 10  | 5   | 7   | 3   | 5   | 5   | 1280   |
| 8    | Codie Bascue        | Stati Uniti | 7    | 2    | 8   | 11  | 11  | 9   | 6   | 12  | 1266   |
| 9    | Aleksandr Kas'janov | Russia      | 10   | 11   | 1   | 8   | 8   | 6   | 15  | 14  | 1217   |
| 10   | Benjamin Maier      | Austria     | 15   | 14   | 15  | 5   | 9   | 12  | 4   | 2   | 1186   |

### Combinata uomini
| Pos. | Nome pilota         | Nazione     | LAK     | PKC     | WHI     | WIN     | IGL    | ALT     | STM     | KÖN     | Totale |
| ---- | ------------------- | ----------- | ------- | ------- | ------- | ------- | ------ | ------- | ------- | ------- | ------ |
| 1    | Justin Kripps       | Canada      | 4 / 2   | 2 / 8   | 2 / 4   | 4 / 4   | 2 / 2  | 1 / 4   | 4 / 16  | 3 / 7   | 3051   |
| 2    | Francesco Friedrich | Germania    | 9 / 9   | 9 / 4   | 13 / 12 | 2 / 3   | 1 / 3  | 2 / 2   | 2 / 2   | 1 / 6   | 2972   |
| 3    | Johannes Lochner    | Germania    | 12 / 6  | 4 / 1   | 21 / 5  | 16 / 1  | 4 / 1  | 6 / 5   | 3 / 1   | 2 / 4   | 2950   |
| 4    | Nico Walther        | Germania    | 1 / 9   | 1 / 9   | 7 / 3   | 9 / 2   | 11 / 5 | DSQ / 1 | 1 / DSQ | 4 / 1   | 2671   |
| 5    | Chris Spring        | Canada      | 7 / 5   | 3 / 5   | 1 / 13  | 2 / 5   | 6 / 13 | 12 / 13 | 7 / 3   | 17 / 8  | 2635   |
| 6    | Oskars Ķibermanis   | Lettonia    | 8 / 16  | 8 / 13  | 10 / 10 | 8 / 5   | 8 / 7  | 3 / 3   | 6 / 5   | 6 / 5   | 2616   |
| 7    | Oskars Melbārdis    | Lettonia    | 14 / 11 | 4 / 7   | 3 / 14  | 10 / 12 | 9 / 4  | 21 / 7  | 13 / 9  | 5 / 2   | 2432   |
| 8    | Benjamin Maier      | Austria     | 16 / 15 | 21 / 14 | 17 / 15 | 7 / 5   | 10 / 9 | 10 / 12 | 10 / 4  | 7 / 2   | 2240   |
| 9    | Aleksandr Kas'janov | Russia      | 11 / 18 | 10 / 11 | 4 / 1   | 6 / 8   | 15 / 8 | 7 / 6   | 16 / 15 | 21 / 14 | 2231   |
| 10   | Codie Bascue        | Stati Uniti | 1 / 3   | 7 / 2   | 16 / 8  | 19 / 11 | 7 / 11 | 18 / 9  | 20 / 6  | 23 / 12 | 2227   |

### Bob a due donne
| Pos. | Nome pilota         | Nazione     | LAK | PKC | WHI | WIN | IGL | ALT | STM | KÖN | Totale |
| ---- | ------------------- | ----------- | --- | --- | --- | --- | --- | --- | --- | --- | ------ |
| 1    | Kaillie Humphries   | Canada      | 1   | 2   | 1   | 4   | 4   | 1   | 9   | 2   | 1631   |
| 2    | Elana Meyers-Taylor | Stati Uniti | 2   | 3   | 3   | 2   | 2   | 11  | 1   | 3   | 1591   |
| 3    | Mariama Jamanka     | Germania    | 5   | 6   | 4   | 3   | 3   | 5   | 2   | 4   | 1538   |
| 4    | Jamie Greubel-Poser | Stati Uniti | 4   | 1   | 2   | 6   | 6   | 2   | 11  | 7   | 1493   |
| 5    | Stephanie Schneider | Germania    | 3   | 4   | 20  | 1   | 1   | DNF | 3   | 1   | 1335   |
| 6    | Alysia Rissling     | Canada      | 7   | 7   | 7   | 16  | 7   | 10  | 4   | 5   | 1288   |
| 7    | Anna Köhler         | Germania    | 12  | 8   | 14  | 8   | 5   | 3   | 17  | 12  | 1160   |
| 8    | Nadežda Sergeeva    | Russia      | 11  | 15  | 5   | 17  | 14  | 8   | 10  | 5   | 1112   |
| 9    | Sabina Hafner       | Svizzera    | 15  | 17  | 10  | 12  | 16  | 7   | 6   | 8   | 1064   |
| 10   | Christine de Bruin  | Canada      | 6   | 11  | 9   | 21  | 9   | 13  | 14  | 14  | 1022   |